# Pichlice
Pichlice – wieś w Polsce położona w województwie łódzkim, w powiecie wieruszowskim, w gminie Sokolniki.

## Historia
Miejscowość historycznie należy do ziemi wieluńskiej i pierwotnie związana była z Wielkopolską. Ma metrykę średniowieczną i istnieje co najmniej od XIII wieku. Wymieniona pierwszy raz w dokumencie zapisanym po łacinie w 1266 jako "Pychlicze" .
Została odnotowana w historycznych dokumentach własnościowych, prawnych i podatkowych. W 1266 miejscowość była wsią królewską. Bolesław Pobożny nadał Latonowi i Andrzejowi sołectwo w Pichlicach z 2 łanami wolnymi, młynami, karczmą i trzecim denarem. W przyszłości mieli oni dawać 20 donic miodu, a kościołowi św. Wojciecha w Rudzie, 4 donice miodu dziesięciny. W 1454 Jan z Kalinowej odstąpił matce m.in. Pichlice. W 1511 wieś płaciła arcybiskupowi dziesięcinę z 8,5 łanów osiadłych oraz po 1,5 rączki miodu. W 1518 liczyła 7 łanów. W 1532 wytyczono granice pomiędzy Pichlicami, Osiekiem i Sokolnikami, a Węglewicami, Świątkowicami, Kątami i miastem Lututowem. W 1552 własność królewska przynależąca do zamku wieluńskiego, w której gospodarowało 13 kmieci, a 2 łany należały do sołtysa. We wsi stał wówczas młyn. W 1520 tutejszy pleban otrzymywał od kmieci tylko po pokowie miodu (przyjmuje się, że to zazwyczaj około 16 litrów), kuźnicy już od 7 lat karczowali role, ale nie płacili arcybiskupowi dziesięciny. W 1555 król polski Zygmunt II August zezwolił Janowi Kośmiderowi wykupić sołectwo we wsi. W 1556 w okolicy zaczęto budować nową wioskę zwaną Łęką, w której mieszkało 3 kmieci. W 1564 w miejscowości gospodarowało 16 kmieci na 10 łanach, 2 łany były sołtysie, we wsi stał wówczas młyn. Łany były oczynszowane po 8 rączek miodu, każda po 33 gramy, ponadto mieszkańcy zobowiązani byli do trzymania stacji i dawania owsa dla koni. W 1569 nowo osadzona Łęka miała 4 kmieci .
W 1520 leżała w parafii Walichnowy, w 1552 parafii Sokolniki. W 1564 była wsią królewską w starostwie wieluńskim w powiecie wieluńskim województwa sieradzkiego .

W latach 1954–1959 wieś była siedzibą gromady Pichlice, po jej zniesieniu Walichnowy. W latach 1975–1998 miejscowość administracyjnie należała do województwa kaliskiego.

## Położenie
Obok miejscowości przebiega droga wojewódzka nr 482.

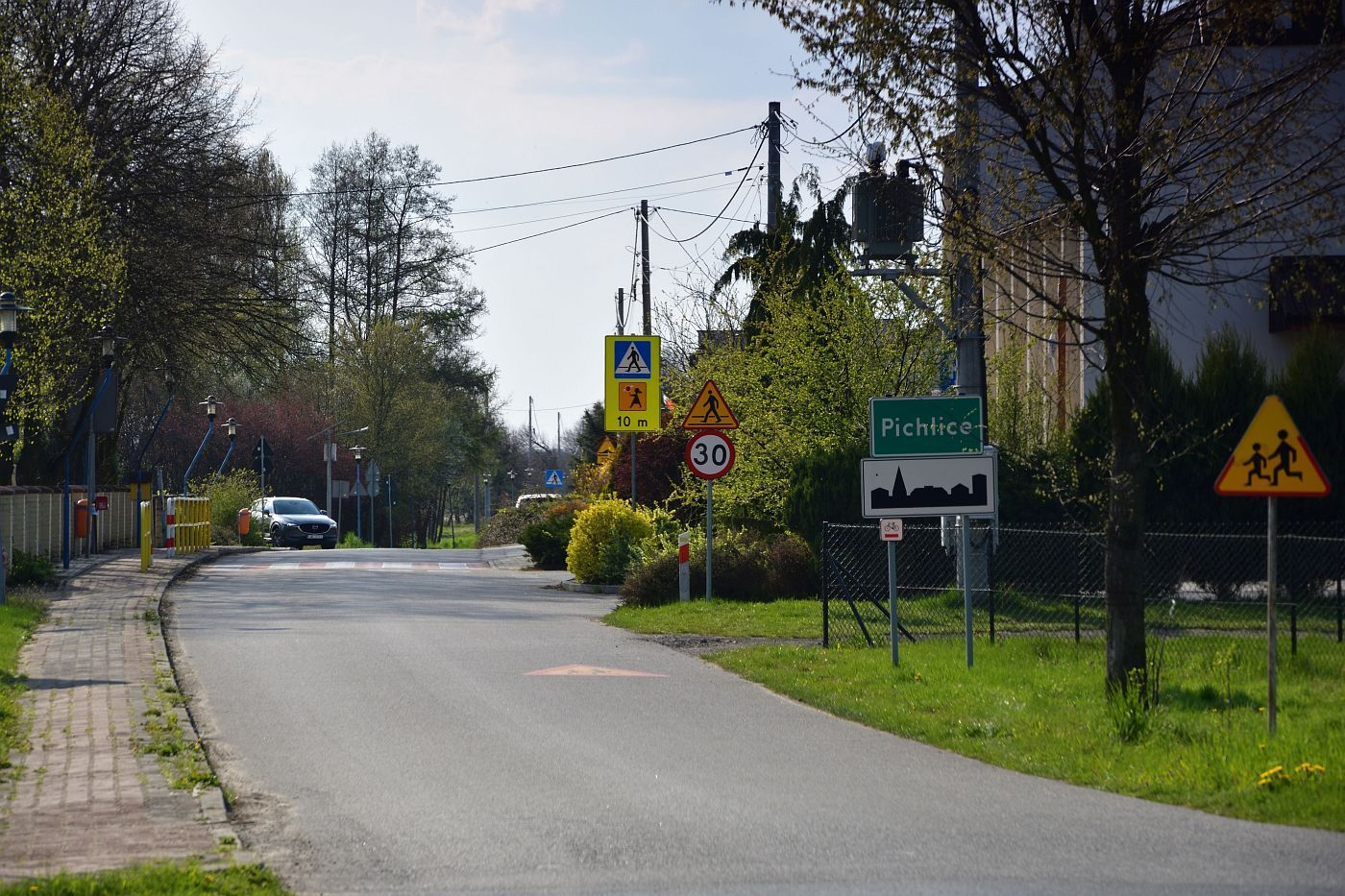
Pichlice, wjazd 2022